# Cal Farré (Sant Guim de la Plana)
Cal Farré és una obra barroca de Sant Guim de la Plana (Segarra) inclosa a l'Inventari del Patrimoni Arquitectònic de Catalunya.

## Descripció
Edifici de pedra de dues plantes.
Accedim dins aquest a través d'una porta d'arc escarser amb una motllura de pedra llisa. A la clau podem veure-hi una inscripició que diu "Joan Farré 1792".
A la planta baixa apareixen dues finestres rectangulars modernes i al primer pis quatre finestres rectangulars amb ampit.
En un dels extrems de la façana encara es pot veure una porta rectangular amb llinda tapiada i un arc dovellat que descansa damunt d'aquesta.ç
L'aparell d'aquest edifici està constituït per filades de carreus petits i irregulars amb restes d'arrebossat.